# تشرينا مونفيراتو
تشرينا مونفيراتو (بالإيطالية: Cerrina Monferrato)‏ هي بلدية في مقاطعة ألساندريا في إقليم بييمونتي في إيطاليا.

## السكان
في سنة 1861 بلغ عدد السكان 2٬074 نسمة، وتطور العدد ليصل في سنة 2011 لـ 1٬495 نسمة.
يظهر هذا المخطط البياني تطور النمو السكاني لـ تشرينا مونفيراتو